# Teatro Victoria (Talavera de la Reina)
El teatro Victoria de Talavera de la Reina (Toledo), es va construir en el solar d'un antic corral de comèdies del segle xvii, enderrocat el 1892. També es va demoninar Teatro Mariana, en honor de l'historiador de Talavera Pare Juan de Mariana.
Destaquen les ceràmiques de Ruiz de Luna y Guijo a la façana del teatre. El teatre va ser restaurat el 1991.